# Karen McNally
Karen Cook McNally (* 1940 in Clovis (Kalifornien); † 20. Dezember 2014 in Davenport (Kalifornien)) war eine US-amerikanische Geophysikerin (Seismologie).
Karen McNally heiratete früh und hatte zwei Töchter. 1966 ließ sie sich scheiden und begann ein Studium zunächst am Fresno State College und dann an der University of California, Berkeley mit dem Bachelor-Abschluss in Geophysik 1971, dem Master-Abschluss 1973 und der Promotion 1976. Danach war sie am Caltech bei Charles Francis Richter. Gleichzeitig arbeitete sie bis 1985 für Woodward-Clyde Environmental Consultants. Ab 1982 lehrte sie an der University of California, Santa Cruz. Dort war sie Direktorin des Richter Seismological Laboratory und gründete das Institut für Tektonik.
Sie baute in Costa Rica ein modernes geophysikalisches Observatorium und seismologisches Netzwerk auf, wofür sie eine Medaille der Universität Costa Rica erhielt. Bekannt wurde sie durch die Beobachtung verschiedener Erdbeben, so dem in Oxaca in Mexiko 1978 (Magnitude 7,8 auf der Richter-Skala) und dem in  Loma Prieta in Kalifornien 1989 (Magnitude 7,1). Bei letzterem Erdbeben hatte sie Vorbeben aufgezeichnet und installierte daraufhin Messinstrumente, die eine genaue Aufzeichnung lieferten. Außerdem untersuchte sie die tektonischen Auslöser für Erdbeben in Kalifornien, Mexiko und der Subduktionszone in Zentralamerika.
Sie war im Rat der Seismological Society of America und war im California Earthquake Prediction Evaluation Council.
1982 erhielt sie den Richtmyer Memorial Award der American Association of Physics Teachers. Sie Ernest C. Watson Lecturer am Caltech und war Mitglied der American Academy of Arts and Sciences.
Sie war Associate Editor der Reviews of Geophysics und der Geophysical Research Letters.